# Città di Holroyd
La città di Holroyd è una local government area che si trova nel Nuovo Galles del Sud. Essa si estende su una superficie di 40 chilometri quadrati e ha una popolazione di 99.163 abitanti. La sede del consiglio si trova a Merrylands.